# Maserati Indy
Maserati Indy – samochód sportowy klasy wyższej produkowany przez włoską markę Maserati w latach 1969 - 1975. 

## Historia i opis modelu

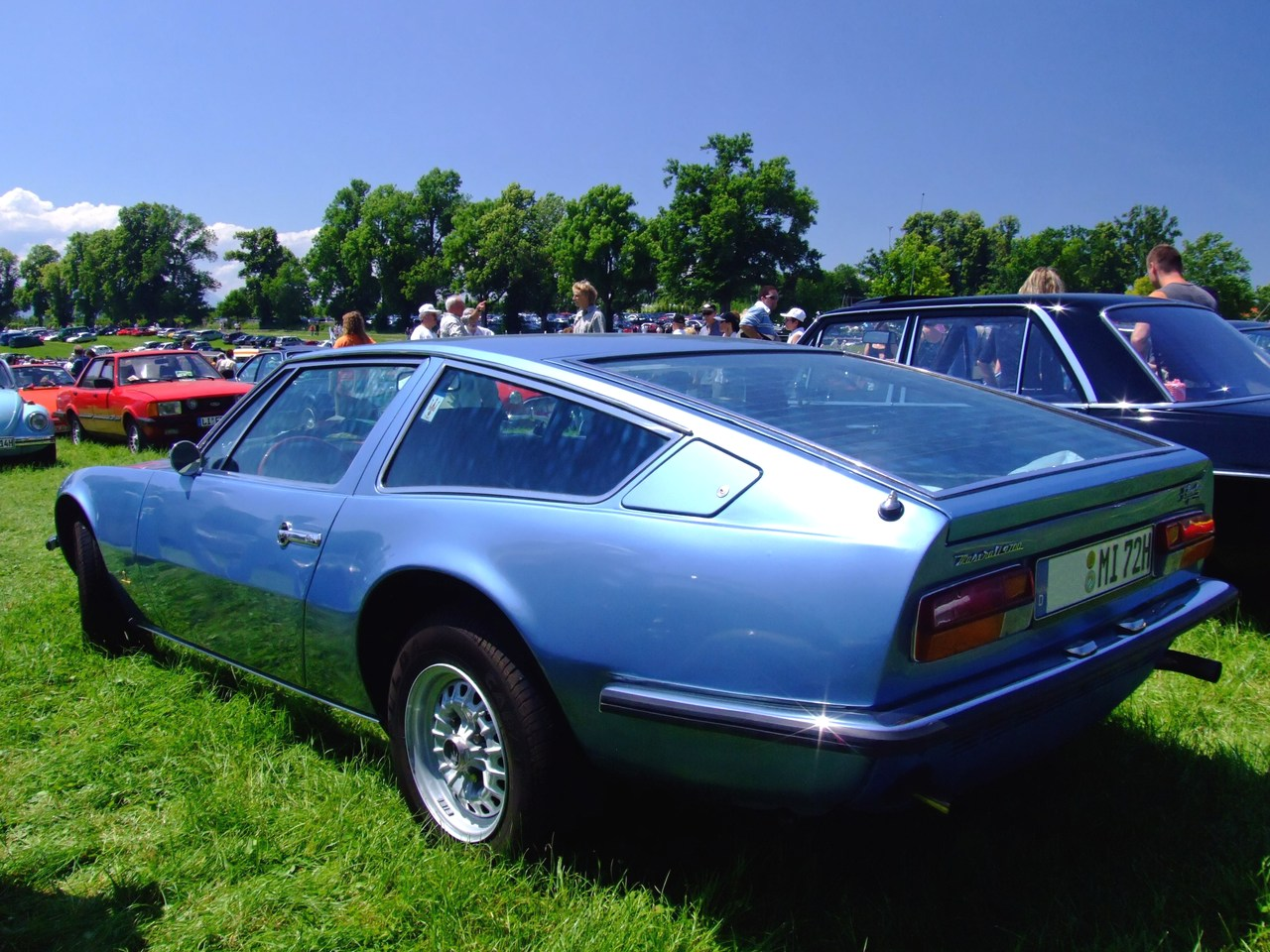
Maserati Indy - tył

Indy został po raz pierwszy zaprezentowany na '68 Salone dell'automobile di Torino.
W 1969 Indy oferowany był wyłącznie z silnikiem 4,2 l V8. W latach 1970–1972 dostępny był także motor 4,7 l. W 1971 zaczęto stosować także pochodzący z modelu Ghibli SS silnik 4,9 l V8, w latach 1973-1974 był on jedyną dostępną jednostką napędową. Napęd przenoszony był poprzez 5-biegową manualną bądź 3-biegową automatyczną skrzynię biegów na koła tylne. Prędkość maksymalna wersji z silnikiem 4,7 l wynosiła 251 km/h. Pojemność baku to 100 litrów.

### Silnik
- V8 4,1 l (4136 cm³), 2 zawory na cylinder, DOHC
- Układ zasilania: cztery gaźniki
- Średnica cylindra × skok tłoka: 88,00 mm × 85,00 mm
- Stopień sprężania: 8,5:1
- Moc maksymalna: 264 KM (194 kW) przy 5500 obr./min
- Maksymalny moment obrotowy: 362 N•m przy 3800 obr./min
- Maksymalna prędkość obrotowa silnika: 6000 obr./min

### Osiągi
- Przyspieszenie 0-100 km/h: 7,2 s
- Przyspieszenie 0-160 km/h: 18,8 s
- Czas przejazdu pierwszych 400 m: 15,7 s
- Prędkość maksymalna: 225 km/h